# Gao Song
Gao Song (高颂S, Gāo SòngP; Anda, 16 aprile 1992) è una cestista cinese.

## Carriera
Dal 2007 al 2013 ha militato nell'Heilongjiang. Con la Cina ha vinto i FIBA Asia Championship for Women 2011. Ha preso parte ai Giochi della XXX Olimpiade.